# اتاق پژواک (رسانه)
اتاق پژواک زمانی اتفاق می‌افتد که افراد تنها با گروهی که دارای علایق یا دیدگاه‌های یکسانی مانند خود هستند، در تعامل باشند. در این صورت آن‌ها تنها اطلاعاتی را جستجو می‌کنند یا به اشتراک می‌گذارند که هم با هنجارهای گروهشان مطابقت داشته باشد و هم به تقویت باورهای موجود منجر شود (جیمسون و کاپلا، ۲۰۰۸؛ سانستین ۲۰۰۹).
اصطلاح اتاق پژواک (Echo Chamber) معمولاً در دو زمینه متفاوت به کار می‌رود:رسانه و شبکه‌های اجتماعی،معماری و آکوستیک.
در رسانه‌های خبری، لفظ اتاق پژواک تمثیلی از اتاق پژواک صوتی است، که در آن صدا در فضایی بسته منعکس می‌شود. اتاق پژواک، توصیفی کنایی از وضعیتی است که در آن اطلاعات، ایده‌ها، یا باورها با ارتباطات و تکرار درون یک سامانه تعریف شده تقویت می‌شوند. این اتفاق معمولاً به دلیل الگوریتم‌های شبکه‌های اجتماعی، انتخاب‌های شخصی افراد در دنبال کردن صفحات و افراد همفکر، و همچنین تعامل بیشتر با کسانی که نظرات مشابه دارند، رخ می‌دهد.درون یک اتاق پژواک تمثیلی، منابع رسمی غالباً زیر سؤال نمی‌روند و دیدگاه‌های متفاوت یا رقیب سانسور، ممنوع، یا کمتر از حد پوشش داده می‌شوند.تکرار مداوم یک دیدگاه باعث می‌شود افراد بیشتر به صحت آن باور پیدا کنند، حتی اگر آن دیدگاه مبتنی بر اطلاعات نادرست باشد.عدم مواجهه با دیدگاه‌های مخالف می‌تواند منجر به تعصب بیشتر نسبت به گروه خودی و دیدگاه‌های آن و همچنین افزایش خصومت نسبت به گروه‌های دیگر و دیدگاه‌های آن‌ها شود.وقتی افراد فقط با نظرات همسو مواجه می‌شوند، نیازی به ارزیابی و تحلیل دیدگاه‌های مختلف پیدا نمی‌کنند و مهارت‌های تفکر انتقادی آن‌ها ممکن است تضعیف شود.در یک اتاق پژواک، اخبار جعلی و اطلاعات نادرست به راحتی می‌توانند منتشر و باور شوند، زیرا کسی نیست که آن‌ها را به چالش بکشد.
در زمینه معماری و آکوستیک، اتاق بی‌پژواک (Anechoic Chamber) یک اتاق طراحی شده خاص است که برای جذب کامل امواج صوتی و الکترومغناطیسی طراحی شده است. دیواره‌ها، سقف و کف این اتاق‌ها با مواد جاذب صدا پوشانده شده‌اند که تقریباً تمام بازتاب‌های صدا را از بین می‌برند.از آنجایی که هیچ بازتابی در این اتاق وجود ندارد، می‌توان اندازه‌گیری‌های بسیار دقیقی از منابع صوتی مختلف مانند بلندگوها، میکروفون‌ها و سایر دستگاه‌های صوتی انجام داد. همچنین در زمینه الکترومغناطیس، از اتاق‌های بی‌پژواک برای اندازه‌گیری تشعشعات الکترومغناطیسی دستگاه‌ها و همچنین آزمایش مقاومت آن‌ها در برابر تداخل الکترومغناطیسی استفاده می‌شود.
در طول سال‌ها شرکت‌هایی نیز تلاش کرده‌اند که با رویکردی الگوریتمیک با پدیده اتاق پژواک مبارزه کنند. برای مثال فیسبوک تغییراتی در صفحه ترندهای خود به وجود آورد تا به جای اینکه خبر تنها از یک منبع منتشر شود از چند منبع انتشار پیدا کند. مقصود از این کار وسعت دادن به منابع اخبار بود و به دنبال آن مخاطب را در معرض نقاط دید گوناگونی قرار می‌داد.یکی دیگر از قدم‌ها در این راستا بازفید نیوز (BuzzFeed News) است. بازفید با فراهم ساختن قابلیتی، امکان مشاهده واکنش‌های مخاطبان به مقاله در شبکه‌های اجتماعی فراهم شده است. این کار به شفافیت و جلوگیری از مباحثات جانبدارانه کمک می‌کند.
توجه به این نکته مهم است که در حالی که نتایج منفی ذکر شده برای وجود اتاق‌های پژواک بسیار برجسته هستند، این بدان معنی نیست که همهٔ افراد جامعه در اتاق‌های پژواک قرار می‌گیرند، یا افراد قادر به جست‌وجوی اطلاعات مختلف و دنبال کردن دیدگاه‌های متفاوت نیستند. با این حال، شناخت و کاهش اثرات اتاق‌های پژواک برای تقویت گفتمان سیاسی آگاهانه‌تر و متعادل‌تر بسیار بااهمیت است.

## عواقب اتاق پژواک
پی‌آمدهای اتاق پژواک در سیاست می تواند قابل توجه باشد، از جمله:
قطبی‌سازی: اتاق‌های پژواک می‌توانند منجر به افزایش قطبی شدن سیاسی شوند، زیرا باورها بیش‌تر در ذهن افراد حک و تثبیت می‌شوند، و یافتن زمینه‌های مشترک یا گفت‌وگوی معنادار با افرادی که عقاید متفاوتی دارند را دشوار می‌سازد.
عدم قرار گرفتن در معرض دیدگاه‌های مختلف: اتاق‌های پژواک می‌توانند قرار گرفتن افراد در معرض طیف گسترده‌ای از ایده‌ها، دیدگاه‌ها و اطلاعات را محدود کنند، و در نتیجه توانایی آن‌ها را برای ارزیابی انتقادی دیدگاه‌های مختلف و تصمیم‌گیری آگاهانه کاهش دهند.
سوگیری تأییدی: اتاق‌های پژواک سوگیری‌های از پیش موجود افراد را تقویت می‌کنند، زیرا آن‌ها در درجة اول با اطلاعاتی مواجه می‌شوند که آن‌چه از قبل به آن معتقد بودند را تأیید می‌کند و منجر به تقویت نظرات موجود و تحریف بالقوة واقعیت می‌شود.
انتشار اطلاعات نادرست: اتاق‌های پژواک می‌توانند انتشار «اخبار جعلی» و اطلاعات نادرست را تسهیل کنند، زیرا افراد اطلاعاتی را که با دیدگاه‌هایشان هم‌خوانی دارد، بدون بررسی واقعیت یا ارزیابی انتقادی محتوا به اشتراک می‌گذارند و باعث تقویت آن‌ها می‌شوند.
تضعیف دموکراسی: اتاق‌های پژواک می‌توانند از طریق مسدود کردن راه رسیدن به نگرش باز، همدلی و تمایل به در نظر گرفتن دیدگاه‌های متفاوت و مشارکت با آن‌ها، گفتمان و بحث دموکراتیک را تضعیف کنند و در نتیجه مانع از گسترش بحث‌های عمومی آگاهانه و فراگیر شوند.